# Перинейрональная сеть
Перинейрональная сеть — это структура, состоящая из молекул внеклеточного матрикса и окружающая синапсы на поверхности тел и проксимальных дендритов некоторых типов нейронов центральной нервной системы позвоночных животных. Перинейрональные сети выполняют важную физиологическую функцию, ограничивая синаптическую пластичность в сформировавшемся мозге, и, таким образом, регулируя работу головного мозга. Перинейрональная сеть играет критическую роль в период формирования нервной системы и её понимание может дать возможность восстановить синаптическую пластичность во взрослом мозге. Перинейрональная сеть в основном несёт отрицательный заряд и состоит из хондроитинсульфата протеогликана, молекулы которого имеют ключевое значение в развитии и нейропластичности во время постнатального развития и у взрослых.
Перинейрональные сети в основном присутствуют в коре головного мозга, гиппокампе, таламусе, стволе головного мозга и в спинном мозге. Исследования мозга крыс показали, что кора содержит большое число перинейрональных сетей в проекционной и моторной зонах и относительно меньшее число в ассоциативной зоне и лимбической коре. В коре головного мозга перинейрональные сети в основном связаны с вставочными нейронами с тормозным постсинаптическим потенциалом и, как считается, ответственны за поддержание возбуждающего / тормозящего баланса в головном мозге у взрослых.

## История изучения
Первыми перинейрональные сети исследовались Гольджи, Лугаро, Donaggio, Martinotti, Рамон-и-Кахалем и Мейером. Тем не менее, Рамон-и-Кахаль указывает итальянского морфолога Камилло Гольджи как впервые точно описавшего перинейрональные сети в 1893 году и привлёкшего к ним внимание. Кроме того, Гольджи вызвал интерес к этой теме своим мнением, что перинейрональные сети — не нейронная структура, а «своего рода корсет из нейрокератина, который препятствует прохождению тока от клетки к клетке». Несмотря на обсуждаемую тему, Рамон-и-Кахаль утверждал, что перинейрональные сети были просто окрашивающим артефактом, получающимся от коагуляции внеклеточной жидкости. Благодаря его влиятельному мнению в то время, интерес к предмету пошёл на убыль.
Интерес возобновился в 1960-х, когда несколько авторов обратили внимание на наличие PAS-позитивного материала, окружающего нервные клетки. По предположениям, этот материал состоит из отрицательно заряженных веществ, таких как хондроитин сульфат протеогликаны. Тем не менее, авторов заинтересовало то, что материал неразрывно связан с гемато-энцефалическим барьером и не отмечается сходства с перинейрональными сетями, описанными Гольджи. Также внимание к этой теме возросло в последние десятилетия, когда было открыто, что перинейрональные сети составляют маркеры для физиологически зрелых нейронов.
В 2002 году Лаццаро Пиззоруссо и соавторы показали, что перинейрональные сети ограничивают синаптическую пластичность в зрительной коре головного мозга грызунов.